# Roberval
Roberval is een gemeente in het Franse departement Oise (regio Hauts-de-France) en telt 351 inwoners (2004). De plaats maakt deel uit van het arrondissement Senlis.

## Geografie
De oppervlakte van Roberval bedraagt 4,8 km², de bevolkingsdichtheid is 73,1 inwoners per km².
De onderstaande kaart toont de ligging van Roberval met de belangrijkste infrastructuur en aangrenzende gemeenten.

## Demografie
Onderstaande figuur toont het verloop van het inwonertal (bron: INSEE-tellingen).